# Partido Liberal del País
El Partido Liberal del Campo (Country Liberal Party) es un partido político australiano de ideología liberal-conservadora. Desarrolla su actividad en el Territorio del Norte, uno de los dos territorios continentales de Australia. Se fundó en 1974, cuando se estableció un parlamento autónomo para el territorio, la Asamblea Legislativa. En un principio estuvo afiliado al Partido del País a nivel federal y en 1979 pasó a ser uno de los partidos miembros de la Coalición Liberal-Nacional, representándola a nivel regional en el Territorio del Norte. Desde entonces el CLP presenta sus propios candidatos en las elecciones federales australianas para los electorados del Territorio del Norte.
En su constitución, el Partido Liberal del Campo se marca como objetivos defender y satisfacer los intereses de los ciudadanos del Territorio del Norte mediante la actividad política a nivel regional y federal, así como conseguir que el Territorio del Norte pase a ser considerado un Estado más de Australia. Mediante la defensa de la estatalidad del territorio, buscan aumentar la autonomía política para el desarrollo de políticas específicas.

## Elecciones en Territorio del Norte
|  | 49.01 % |

|  | 40.13 % |

|  | 49.97 % |

|  | 58.22 % |

|  | 39.42 % |

|  | 48.83 % |

|  | 51.91 % |

|  | 54.67 % |

|  | 45.38 % |

|  | 35.73 % |

|  | 45.40 % |

|  | 50.63 % |

|  | 31.80 % |

|  | 31.34 % |